# 남성항 (고흥군)
남성항은 전라남도 고흥군 포두면 남성리에 있는 어항이다. 1991년 4월 30일 지방어항으로 지정하여 관리하고 있다. 시설관리자는 고흥군수이다.

## 어항 연혁
남성마을은 옥강리를 연결하는 성터가 있고 이성을 옛날에는 남포성이라 부르다가 남성으로 바꾸어 불렀는데 조선말에 지방행정구역 개편에 따라 남쪽하늘의 노인성이 비춰주어 장수하는이가 많다는 뜻에서 남성이라 부르고 있으며 남성리의 중앙마을로서 포두면내에 가장 큰 마을이다.

## 어항 구역
본 항의 어항구역은 다음과 같다.
- 수역: 남성리 산280번지 돌출부에서 산305번지를 직선으로 연결한 공유수면

## 어항 시설
- 선착장 53m, 방파제 151m, 물양장 82m

## 주요 어종
- 장어, 낙지, 굴, 바지락